# Municipio de Quincy (Illinois)
El municipio de Quincy (en inglés: Quincy Township) es un municipio ubicado en el condado de Adams en el estado estadounidense de Illinois. En el año 2010 tenía una población de 40633 habitantes y una densidad poblacional de 983,91 personas por km².

## Geografía
El municipio de Quincy se encuentra ubicado en las coordenadas 39°56′1″N 91°22′46″O / 39.93361, -91.37944. Según la Oficina del Censo de los Estados Unidos, el municipio tiene una superficie total de 41.3 km², de la cual 41.2 km² corresponden a tierra firme y (0.23%) 0.09 km² es agua.

## Demografía
Según el censo de 2010, había 40633 personas residiendo en el municipio de Quincy. La densidad de población era de 983,91 hab./km². De los 40633 habitantes, el municipio de Quincy estaba compuesto por el 90.82% blancos, el 5.41% eran afroamericanos, el 0.18% eran amerindios, el 0.91% eran asiáticos, el 0.02% eran isleños del Pacífico, el 0.44% eran de otras razas y el 2.22% pertenecían a dos o más razas. Del total de la población el 1.44% eran hispanos o latinos de cualquier raza.